# Cryptochironomus salinarius
Cryptochironomus salinarius är en tvåvingeart som först beskrevs av Olivari 1955.  Cryptochironomus salinarius ingår i släktet Cryptochironomus och familjen fjädermyggor. Inga underarter finns listade i Catalogue of Life.